# Chiesa di Sant'Agostino (Cascia)
La chiesa di Sant'Agostino è una chiesa di Cascia, in provincia di Perugia. Fu eretta nel 1059, insieme all'annesso convento, nei pressi della rocca medioevale che proteggeva la città e ampliata nel 1380.
Nelle mura della chiesa si forgiarono religiosi quali il beato Ugolino e il beato Giovanni da Chiavano e numerosi maestri in teologia e predicatori quali il beato Simone Fidati.

## Descrizione
La facciata della chiesa presenta un portale gotico, con rosone, realizzata per opera dei maestri comacini, è rivestita in cortina e munita di timpano, con motivi floreali che decorano la cornice. Il portale è scandito da colonnine tortili alternate a spigoli e sormontate da una lunetta affrescata con la Madonna in trono con Bambino e i SS. Agostino e Nicola da Tolentino, della seconda metà del Quattrocento, attribuita a Paolo di Giovanni da Visso. Presenta capitelli decorati a foglie d’acanto e l’ogiva col motivo eucaristico dei tralci e grappoli d’uva.
L'interno è a navata unica e presenta affreschi dei secoli XV, XVI e XVII, fra i quali spiccano quelli dedicati alla Madonna col Bambino, alla Madonna del Soccorso, ai SS. Agostino e Monica, Madonna col Bambino e le anime purganti, alla Madonna della Cintura.
La chiesa ospita al suo interno importanti opere lignee quali la Madonna, vestita, con Bambino in un baldacchino barocco in legno dorato (sec. XVIII). Sull’altare maggiore è presente un Crocifisso policromo quattrocentesco. Nell'abside si trovano un tabernacolo dipinto settecentesco e il coro ligneo.